# Nuaillé-d'Aunis
Nuaillé-d'Aunis és un municipi francès situat al departament del Charente Marítim i a la regió de la Nova Aquitània. L'any 2007 tenia 924 habitants.

## Demografia

### Població
El 2007 la població de fet de Nuaillé-d'Aunis era de 924 persones. Hi havia 327 famílies de les quals 67 eren unipersonals (36 homes vivint sols i 31 dones vivint soles), 76 parelles sense fills, 148 parelles amb fills i 36 famílies monoparentals amb fills.
La població ha evolucionat segons el següent gràfic:
Habitants censats

### Habitatges
El 2007 hi havia 388 habitatges, 343 eren l'habitatge principal de la família, 16 eren segones residències i 29 estaven desocupats. 361 eren cases i 21 eren apartaments. Dels 343 habitatges principals, 259 estaven ocupats pels seus propietaris, 69 estaven llogats i ocupats pels llogaters i 15 estaven cedits a títol gratuït; 1 tenia una cambra, 13 en tenien dues, 44 en tenien tres, 95 en tenien quatre i 189 en tenien cinc o més. 277 habitatges disposaven pel capbaix d'una plaça de pàrquing. A 139 habitatges hi havia un automòbil i a 185 n'hi havia dos o més.

### Piràmide de població
La piràmide de població per edats i sexe el 2009 era:
| Homes | Edats   | Dones |
| ----- | ------- | ----- |
| 0     | 95 o +  | 4     |
| 4     | 90 a 94 | 0     |
| 4     | 85 a 89 | 12    |
| 4     | 80 a 84 | 4     |
| 12    | 75 a 79 | 12    |
| 16    | 70 a 74 | 8     |
| 8     | 65 a 69 | 16    |
| 4     | 60 a 64 | 8     |
| 24    | 55 a 59 | 8     |
| 24    | 50 a 54 | 16    |
| 4     | 45 a 49 | 24    |
| 32    | 40 a 44 | 20    |
| 40    | 35 a 39 | 28    |
| 36    | 30 a 34 | 40    |
| 8     | 25 a 29 | 24    |
| 12    | 20 a 24 | 12    |
| 20    | 15 a 19 | 16    |
| 20    | 10 a 14 | 12    |
| 24    | 5 a 9   | 32    |
| 28    | 0 a 4   | 16    |

## Economia
El 2007 la població en edat de treballar era de 585 persones, 459 eren actives i 126 eren inactives. De les 459 persones actives 425 estaven ocupades (224 homes i 201 dones) i 35 estaven aturades (10 homes i 25 dones). De les 126 persones inactives 37 estaven jubilades, 44 estaven estudiant i 45 estaven classificades com a «altres inactius».

### Ingressos
El 2009 a Nuaillé-d'Aunis hi havia 373 unitats fiscals que integraven 985,5 persones, la mediana anual d'ingressos fiscals per persona era de 18.241 €.

### Activitats econòmiques
Dels 31 establiments que hi havia el 2007, 2 eren d'empreses alimentàries, 2 d'empreses de fabricació d'altres productes industrials, 11 d'empreses de construcció, 4 d'empreses de comerç i reparació d'automòbils, 3 d'empreses immobiliàries, 2 d'empreses de serveis, 3 d'entitats de l'administració pública i 4 d'empreses classificades com a «altres activitats de serveis».
Dels 15 establiments de servei als particulars que hi havia el 2009, 1 era una gendarmeria, 2 paletes, 4 guixaires pintors, 3 fusteries, 1 electricista, 2 perruqueries, 1 agència immobiliària i 1 saló de bellesa.
Dels 3 establiments comercials que hi havia el 2009, 1 era una botiga de menys de 120 m², 1 una fleca i 1 una carnisseria.
L'any 2000 a Nuaillé-d'Aunis hi havia 12 explotacions agrícoles que ocupaven un total de 1.314 hectàrees.

## Equipaments sanitaris i escolars
L'únic equipament sanitari que hi havia el 2009 era una farmàcia.
El 2009 hi havia una escola elemental.

## Poblacions més properes
El següent diagrama mostra les poblacions més properes.